# Paradoxoglanis cryptus
Paradoxoglanis cryptus és una espècie de peix de la família dels malapterúrids i de l'ordre dels siluriformes.

## Morfologia
- Els mascles poden assolir 11,9 cm de llargària total.
- Nombre de vèrtebres: 44-45.[5]

## Distribució geogràfica
Es troba a Àfrica: riu Kagala.